# Pink Paper
Pink Paper – brytyjska gazeta skierowana do gejów oraz lesbijek.
Powstała w 1987, rozprowadzana w ponad 40 tysiącach egzemplarzy (dane z 2006 roku), jest największą tego typu gazetą w Wielkiej Brytanii. Gazeta rozprowadzana jest za darmo w klubach barach, dyskotekach. Można ją również ściągnąć ze strony internetowej.